# 10221 Kubrick
10221 Kubrick este o planetă minoră (asteroid), cu un diametru de 4,173 km, din centura de asteroizi. A fost descoperită pe 28 octombrie 1997 la Ondřejovská hvězdárna⁠(d) de Petr Pravec⁠(d) și a fost numită după Stanley Kubrick. 
Obiectul prezintă o orbită caracterizată de o semiaxă mare de 2,4313159 UAi, o excentricitate de 0,04, o înclinație de 7,51306 ° în raport cu ecliptica.